# Цидатль
Цидатль — село в Цумадинском районе Дагестана Российской Федерации. Входит в состав Нижнегакваринского сельсовета.

## Географическое положение
Село находится на берегу реки Гаквари, на расстоянии 5,8 км к юго-западу от села Агвали, административного центра района.

## Население
| 1926 | 1939 | 1970 | 1989 | 2002 | 2003 | 2004 |
| ---- | ---- | ---- | ---- | ---- | ---- | ---- |
| 93   | ↗145 | ↗167 | ↗205 | ↘123 | →123 | ↗160 |
| 2007 | 2010 | 2021 |      |      |      |      |
| ↗197 | ↘144 | ↗261 |      |      |      |      |

### Национальный состав
Цидатль - один из чамалалских сел в Цумадинском районе. По данным Всероссийской переписи населения 2010 года в селе проживало 144 человек.